# Penguin Heights
Penguin Heights är en kulle i Antarktis. Den ligger i Östantarktis. Norge gör anspråk på området.
Terrängen runt Penguin Heights är huvudsakligen kuperad, men den allra närmaste omgivningen är platt. Havet är nära Penguin Heights åt nordväst. Trakten är obefolkad. Det finns inga samhällen i närheten.